# Volleyball-DDR-Meisterschaft (Männer) 1986/87
Die DDR-Volleyballmeisterschaft der Männer wurde 1986/87 zum 36. Mal ausgetragen. Sie begann am 15. Oktober 1986 und endete am 21. Februar 1987. Der SC Leipzig sicherte sich nach einjähriger Pause seine 18. Meisterschaft, vor dem Titelverteidiger TSC Berlin. In die untergeordnete DDR-Liga stieg die HSG KMU Leipzig ab.

## Modus
Die Volleyball-DDR-Oberliga ging wie im Vorjahr wieder mit acht Mannschaften an den Start. Zuerst wurde eine Vorrunde im Modus „Jeder gegen Jeden“ in einer Hin- und einer Rückrunde gespielt. Durch die Endplatzierungen ergaben sich dann die Ansetzungen für das Play-off Viertelfinale. Die Sieger dieses ermittelten anschließend den DDR-Meister und die Verlierer den Absteiger in die DDR-Liga beziehungsweise den Teilnehmer für die Relegation zum Verbleib in der Oberliga. 

## Vorrunde
In der Vorrunde wurde im Modus „Jeder gegen Jeden“ in einer Hin- und einer Rückrunde gespielt. Durch die Endplatzierung der Vorrunde ergaben sich die Ansetzungen 1 – 8 • 2 – 7 • 3 – 6 • 4 – 5 im Play-off Viertelfinale.

### Abschlusstabelle
| Pl. | Verein                       | S  | N  | Sätze | Punkte |
| --- | ---------------------------- | -- | -- | ----- | ------ |
| 1.  | SC Leipzig                   | 14 | 0  | 42:50 | 28     |
| 2.  | SC Traktor Schwerin          | 11 | 03 | 36:11 | 25     |
| 3.  | TSC Berlin (M)               | 09 | 05 | 31:16 | 23     |
| 4.  | SC Dynamo Berlin             | 09 | 05 | 30:21 | 23     |
| 5.  | BSG Tiefbau Schwerin         | 04 | 10 | 17:35 | 18     |
| 6.  | BSG Rotation Prenzlauer Berg | 04 | 10 | 15:34 | 18     |
| 7.  | BSG Aktivist Nordhausen (N)  | 04 | 10 | 14:36 | 18     |
| 8.  | HSG KMU Leipzig              | 01 | 13 | 12:39 | 15     |

(M) Vorjahresmeister
(N) Aufsteiger aus der DDR-Liga 1985/86

### Kreuztabelle
Die Kreuztabelle stellt die Ergebnisse aller Spiele dieser Saison dar. Die Heimmannschaft ist in der linken Spalte aufgelistet und die Gastmannschaft in der obersten Reihe.
| Vorrunde 7. Oktober – 9. Dezember 1986 | SC Leipzig             | SC Traktor Schwerin | TSC Berlin         | SC Dynamo Berlin   | BSG Tiefbau Schwerin   | BSG Rotation Prenzlauer Berg | BSG Aktivist Nordhausen | HSG KMU Leipzig     |
| -------------------------------------- | ---------------------- | ------------------- | ------------------ | ------------------ | ---------------------- | ---------------------------- | ----------------------- | ------------------- |
| 1. SC Leipzig                          |                        | 3:0 (2,11,11)       | 3:2 (5,-13,8,-4,8) | 3:0 (9,15,8)       | 3:0 (9,10,11)          | 3:0 (5,3,1)                  | 3:0 (4,3,10)            | 3:0 (4,6,6)         |
| 2. SC Traktor Schwerin                 | 2:3 (-11,13,-13,15,-8) |                     | 3:0 (6,9,8)        | 3:0 (3,11,15)      | 3:0 (7,5,11)           | 3:0 (5,3,5)                  | 3:1 (-12,7,10,5)        | 3:0 (1,2,3)         |
| 3. TSC Berlin                          | 0:3 (-10,-9,-5)        | 1:3 (-9,-11,5,-12)  |                    | 3:1 (13,9,-3,6)    | 3:0 (3,5,8)            | 3:0 (7,4,1)                  | 3:0 (6,4,2)             | 3:0 (6,2,10)        |
| 4. SC Dynamo Berlin                    | 0:3 (-10,-13,-4)       | 3:1 (9,13,-3,4)     | 3:1 (12,5,-10,6)   |                    | 3:0 (3,11,6)           | 2:3 (-13,7,4,-7,-12)         | 3:0 (4,4,4)             | 3:1 (6,6,-15,4)     |
| 5. BSG Tiefbau Schwerin                | 0:3 (-1,-4,-6)         | 0:3 (-8,-13,-6)     | 0:3 (-12,-6,-3)    | 1:3 (-5,7,-3,-6)   |                        | 2:3 (-8,-9,8,6,-12)          | 3:0 (6,9,8)             | 3:1 (8,-12,14,10)   |
| 6. BSG Rotation Prenzlauer Berg        | 1:3 (11,-1,-6,-11)     | 0:3 (-3,-12,-11)    | 0:3 (-10,-10,-2)   | 0:3 (-13,-3,-5)    | 2:3 (-13,-5,6,10,-10)  |                              | 3:0 (11,7,6)            | 3:0 (7,10,11)       |
| 7. BSG Aktivist Nordhausen             | 0:3 (-5,-4,-5)         | 0:3 (-12,-7,-14)    | 0:3 (-8,-15,-9)    | 1:3 (15,-13,-7,-4) | 3:2 (9,9,-14,-7,9)     | 3:0 (11,15,13)               |                         | 3:2 (7,13,-7,-4,13) |
| 8. HSG KMU Leipzig                     | 0:3 (-4,-6,-10)        | 0:3 (-15,-0,-9)     | 0:3 (-7,-10,-11)   | 1:3 (-7,-14,12,-8) | 2:3 (13,-9,12,-13,-10) | 3:0 (9,13,10)                | 2:3 (12,12,-13,-8,-6)   |                     |

## Play-offs

### Viertelfinale
| Datum                             |                              | Gesamt |                     | Hinspiel            | Rückspiel           |
| --------------------------------- | ---------------------------- | ------ | ------------------- | ------------------- | ------------------- |
| Fr 09.01., 17:00 So 11.01., 09:30 | HSG KMU Leipzig              | 0:6    | SC Leipzig          | 0:3 (-3,-4,-8)      | 0:3 (-8,-6,-2)      |
| Fr 09.01., 17:00 So 11.01., 11:00 | BSG Aktivist Nordhausen      | 1:6    | SC Traktor Schwerin | 1:3 (-9,-10,10,-7)  | 0:3 (-9,-3,-4)      |
| Fr 09.01., 17:00 So 11.01., 19:00 | BSG Rotation Prenzlauer Berg | 3:6    | TSC Berlin          | 2:3 (-11,-7,8,7,-2) | 1:3 (-6,-10,13,-11) |
| Fr 09.01., 17:00 So 11.01., 14:00 | BSG Tiefbau Schwerin         | 1:6    | SC Dynamo Berlin    | 1:3 (-12,-1,9,-0)   | 0:3 (-6,-3,-3)      |

### Halbfinale Platz 1 – 4
| Datum                             |                  | Gesamt |                     | Hinspiel          | Rückspiel             |
| --------------------------------- | ---------------- | ------ | ------------------- | ----------------- | --------------------- |
| Sa 17.01., 15:00 Sa 24.01., 16:00 | SC Dynamo Berlin | 2:6    | SC Leipzig          | 0:3 (-12,-8,-7)   | 2:3 (-5,-11,13,4,-10) |
| Sa 17.01., 17:00 Sa 24.01., 15:00 | TSC Berlin       | 6:1    | SC Traktor Schwerin | 3:1 (12,-12,14,6) | 3:0 (3,13,4)          |

### Finale
| Datum                             |            | Gesamt |            | Hinspiel        | Rückspiel        |
| --------------------------------- | ---------- | ------ | ---------- | --------------- | ---------------- |
| Mi 28.01., 1_:_0 Sa 31.01., 17:30 | TSC Berlin | 0:6    | SC Leipzig | 0:3 (-8,-11,-9) | 0:3 (-14,-12,-9) |

 DDR-Meister

### Spiel um Platz 3
| Datum                             |                     | Gesamt |                  | Hinspiel       | Rückspiel            |
| --------------------------------- | ------------------- | ------ | ---------------- | -------------- | -------------------- |
| Mi 28.01., 1_:_0 Sa 31.01., 15:00 | SC Traktor Schwerin | 4:3    | SC Dynamo Berlin | 3:0 (13,11,12) | 1:3 (-11,13,-11,-12) |

### Halbfinale Platz 5 – 8
| Datum                             |                         | Gesamt |                              | Hinspiel            | Rückspiel            |
| --------------------------------- | ----------------------- | ------ | ---------------------------- | ------------------- | -------------------- |
| Sa 31.01., 15:00 Sa 07.02., 1_:_0 | BSG Aktivist Nordhausen | 2:6    | BSG Rotation Prenzlauer Berg | 1:3 (15,-11,-13,-5) | 1:3 (-11,14,-13,-11) |
| Sa 31.01., 17:00 Sa 07.02., 1_:_0 | BSG Tiefbau Schwerin    | 6:3    | HSG KMU Leipzig              | 3:2 (6,-8,-6,6,8)   | 3:1 (-9,7,1,15)      |

### Spiel um Platz 5
| Datum                             |                              | Gesamt |                      | Hinspiel           | Rückspiel   |
| --------------------------------- | ---------------------------- | ------ | -------------------- | ------------------ | ----------- |
| Sa 14.02., 1_:_0 Sa 21.02., 1_:_0 | BSG Rotation Prenzlauer Berg | 4:3    | BSG Tiefbau Schwerin | 1:3 (-14,8,-8,-13) | 3:0 (8,8,9) |

### Spiel um Platz 7
| Datum                             |                         | Gesamt |                 | Hinspiel            | Rückspiel             |
| --------------------------------- | ----------------------- | ------ | --------------- | ------------------- | --------------------- |
| Sa 14.02., 1_:_0 Sa 21.02., 1_:_0 | BSG Aktivist Nordhausen | 6:4    | HSG KMU Leipzig | 3:2 (-12,4,-9,4,15) | 3:2 (-6,12,-11,11,12) |

 Teilnehmer an den Oberliga-Relegationsspielen
 Absteiger in die DDR-Liga

## Oberliga-Relegation
In den Relegationsspielen trafen der Siebente der DDR-Oberliga BSG Aktivist Nordhausen und der Dritte der DDR-Liga BSG Chemie PCK Schwedt aufeinander.
|                         | Gesamt |                        | Hinspiel | Rückspiel |
| ----------------------- | ------ | ---------------------- | -------- | --------- |
| BSG Aktivist Nordhausen | :      | BSG Chemie PCK Schwedt | :        | :         |

 Qualifikant für die DDR-Oberligasaison 1987/88

## Meistermannschaft
| 1.         | SC Leipzig |
| ---------- | --- |
| SC Leipzig | Spieler: Edgar Heinold, Markus Kranefeld, Ralf Tappendorf, Frank Pietzonka , Jan-Türk Daßler, Lutz Hofmann; Matthias Wagner, Pietzsch, Bauch, Maik Rüdiger, André Quasdorf, Andreas Grasreiner, Uwe Ronczka, Jungnickel Trainer: Rolf Hornschuch |

## DDR-Liga
In der Volleyball-DDR-Liga, die der Oberliga untergeordnet war, spielten zwölf Mannschaften in einer Staffel den Aufsteiger in die Oberliga und den Teilnehmer für die Oberliga-Relegation aus. Ausgenommen waren dabei die Zweitvertretungen, die nicht aufstiegsberechtigt waren. Die beiden letzten Mannschaften stiegen in die Bezirksliga ab.

### Abschlusstabelle
| Pl. | Verein                     | S  | N  | Sätze | Punkte |
| --- | -------------------------- | -- | -- | ----- | ------ |
| 01. | SC Dynamo Berlin II (*)    | 20 | 02 | 56:15 | 42     |
| 02. | HSG TH Magdeburg           | 13 | 09 | 48:37 | 35     |
| 03. | BSG Chemie PCK Schwedt (A) | 13 | 09 | 44:37 | 35     |
| 04. | BSG Außenhandel Berlin     | 13 | 09 | 46:38 | 34     |
| 05. | SC Traktor Schwerin II     | 11 | 11 | 42:37 | 33     |
| 06. | TSC Berlin II              | 10 | 12 | 39:37 | 32     |
| 07. | HSG TU Dresden             | 10 | 12 | 38:42 | 32     |
| 08. | WSG Potsdam Waldstadt (N)  | 10 | 12 | 41:48 | 32     |
| 09. | SG Dynamo Karl-Marx-Stadt  | 10 | 12 | 38:48 | 32     |
| 10. | SC Leipzig II              | 09 | 13 | 34:44 | 31     |
| 11. | HSG DHfK Leipzig           | 09 | 13 | 35:49 | 29     |
| 12. | BSG Energie Cottbus (N)    | 04 | 18 | 19:53 | 25     |

 Aufsteiger in die DDR-Oberliga 1987/88 
  Teilnehmer an den Oberliga-Relegationsspielen 
  Absteiger in die Bezirksliga 
 (A) Absteiger aus der DDR-Oberliga 1985/86 
 (N) Aufsteiger aus der Bezirksliga 
 (*) Zweitvertretungen waren nicht aufstiegsberechtigt